# コッドのセル・オートマトン

コッドのセル・オートマトンの単純な構成例。状態2（赤）で被覆された状態1（青）の導線内を信号が流れている。2つの信号列がループ内を回っていて、丁字路で複製され、一方がループでない方に向かう。1つ目 (7-0) は導線の先端の被覆を破り、2つ目 (6-0) は被覆されていない先端を1マス延ばした形で再度被覆を形成する。

コッドのセル・オートマトン（Codd's cellular automaton）は、1968年、イギリス人計算機科学者エドガー・F・コッドが考案したセル・オートマトン (CA)。フォン・ノイマンのセル・オートマトンと同様の計算・構築万能性を有しているが、フォン・ノイマンのCAが29状態だったのに対して8状態で構成されている。コッドはそのCAで universal constructor のように自己複製機械を構成可能であることを示したが、2009年までそれが完全に実装されることはなかった。

## 歴史
1940年代から50年代にかけて、ジョン・フォン・ノイマンは以下のような問題を提示した:
- 自身を複製するのに十分なオートマトンとはどのような論理構成か？

彼は29の状態を持つセル・オートマトンを構築し、それを使って universal constructor を生み出した。1968年、コッドはもっと単純な 8 状態だけからなるマシンを発見した。したがってフォン・ノイマンの問題は次のように修正されなければならなくなった:
- 自身を複製するのに「必要十分な」オートマトンとはどのような論理構成か？

コッドのCAの発表から3年後、Edwin Roger Banks が博士論文で計算および構築の万能性を示す4状態のCAを提示した。ただし、コッドもBanksもそのCA上の自己複製機械の構成を示していない。1973年、John Devore が修士論文でコッドのCAを改良して大幅に単純化し、当時のコンピュータ上で実装可能な規模にした。しかし、自己複製のためのデータテープは非常に長く、実際に自己複製が確認できたのは Golly というプログラムが開発されてからのことである。クリストファー・ラングトンは1984年、コッドのセル・オートマトンをさらに単純化したものを考案した。ラングトンのループと呼ばれ、はるかに少ないセル数で自己複製機能を実現しているが、計算と構築の万能性は失われている。

### 各種CAの比較
| CA                 | 状態数 | 対称性         | 計算・構築万能性 | 自己複製機械の大きさ |
| ------------------ | ------ | -------------- | ---------------- | -------------------- |
| フォン・ノイマン   | 29     | なし           | あり             | 130,622セル          |
| コッド             | 8      | 回転対称       | あり             | 283,126,588セル      |
| Devore             | 8      | 回転対称       | あり             | 94,794セル           |
| Banks-IV           | 4      | 回転および鏡像 | あり             | 不明                 |
| ラングトンのループ | 8      | 回転対称       | なし             | 86セル               |

## 仕様

コッドのCAは、本文の表にあるコマンドを使って構築腕を動かすことができる。ここでは腕が左に折れて伸び、さらに右に折れ、1セルだけ残して腕を縮める様子を示している。

コッドのセル・オートマトンは回転対称性のある4近傍（フォン・ノイマン近傍）、8状態のセル・オートマトンである。そのコンセプトは空のフィールド(0)上の経路(1)に基づいている。経路は信号の通る導線であり、4から7の状態で構成され、後ろには 1 個の状態0のセルが置かれて転送の方向を定義している。信号が空のフィールド（状態0で満たされた空間）に漏れ出すのを防ぐため、経路の周囲は状態2の線で被覆されている。このような基本構成はその後の多くのセル・オートマトンでも採用されている。例えば、ワイヤワールドなどがある。
次の表は、様々な機能を持った信号列を示している。一部の信号列は導線内での衝突を防ぐため、少なくとも2セルの空白（状態1）で分離される必要がある。そのため本項目の冒頭にある動画は 'extend' の動作を示しているが、下の表ではそれを（最も短い） '70116011' としている。
| 用途           | 信号列                   |
| -------------- | ------------------------ |
| extend         | 70116011                 |
| extend_left    | 4011401150116011         |
| extend_right   | 5011501140116011         |
| retract        | 4011501160116011         |
| retract_left   | 5011601160116011         |
| retract_right  | 4011601160116011         |
| mark           | 701160114011501170116011 |
| erase          | 601170114011501160116011 |
| sense          | 70117011                 |
| cap            | 40116011                 |
| inject_sheath  | 701150116011             |
| inject_trigger | 60117011701160116011     |

## コンピュータの構築
コッドは、WangのWマシン (Wang B-machine) に基づいて、このセル・オートマトン上で自己複製するコンピュータを設計した。しかしそれは極めて巨大な設計となり、Tim Hutton が2009年に明確な構成で構築するまで実装されなかった。その過程でHuttonはコッドの設計に若干の誤りがあることを発見した。